# ناهید ایران‌فر
ناهید حاجیان (ایران‌فر) (متولد ۱۲ خرداد ۱۳۱۷) پژوهشگر ایرانی است.

## جوایز
حاجیان به‌همراه سیمین بلورچی واقفی برای نگارش کتاب راهنمای رژیم‌های غذایی در سال ۱۳۵۲ برندهٔ جایزه سلطنتی کتاب سال شد.